# 1988 TQ4
1988 TQ4 är en asteroid i huvudbältet som upptäcktes den 10 oktober 1988 av den japanska astronomen Yoshiaki Oshima vid Gekko-observatoriet.
Asteroiden har en diameter på ungefär 13 kilometer och den tillhör asteroidgruppen Astrid.